# Kamianki-Czabaje
Kamianki-Czabaje – wieś w Polsce położona w województwie mazowieckim, w powiecie siedleckim, w gminie Przesmyki. Ma status sołectwa.
Zaścianek szlachecki Czabaje należący do okolicy zaściankowej Kamianka położony był w drugiej połowie XVII wieku w ziemi drohickiej województwa podlaskiego. W latach 1975–1998 miejscowość administracyjnie należała do województwa siedleckiego.